# Вестергор, Метте
Метте Вестергор Брандт (дат. Mette Vestergaard Brandt; род. 27 ноября 1975, Таструп) — датская гандболистка, игравшая на позиции правой полусредней, двукратная олимпийская чемпионка (2000 и 2004 годы), двукратная чемпионка Европы (1996 и 2002 годы).

## Карьера игрока

### Клубная
Воспитанница школы клуба «Рёдовре», выступала в чемпионате Дании в клубе «Фредриксберг». С 2002 по 2006 годы выступала за «Копенгаген», который стал правопреемником «Фредриксберга». В 2006 году ушла из профессионального гандбола, перейдя в любительский ранг в состав команды «Люнгбю». В 2009 году вышла в Первый дивизион чемпионата Дании с клубом. С 2011 года начала работать параллельно тренером в штабе «Люнгбю», после сезона 2012/2013 завершила игровую карьеру.

### В сборной
В 1995 году Вестергор дебютировала в сборной Дании, проведя 181 игру и забив 519 голов. В 2000 и 2004 годах с ней она выиграла титул олимпийской чемпионки, в 1996 и 2002 годах — титул чемпионки Европы.

## Карьера тренера
С июня 2014 года Вестергор является тренером молодёжного состава «Хеллерупа», с 2015 года трудится в тренерском штабе сборной Дании.

## Личная жизнь
С 2005 года замужем, супруга зовут Ларс Брандт

## Достижения
- Олимпийская чемпионка: 2000, 2004
- Чемпионка Европы: 1996, 2002
- Вице-чемпионка Европы: 1998
- Член сборной всех звёзд чемпионата мира: 2001[1]
- Лучший бомбардир чемпионата Дании: 2000/2001[2]